# Ljubezen (drama)
Ljubezen je drama Zofke Kveder iz leta 1901.

## Obnova

### Osebe
- Stari Koder.
- Gospa Koder, njegova žena.
- Dušan, njun sin, žurnalist.
- Jelva, njegova zaročnica.
- Branko, Dušanov prijatelj.

Kraj: Dunaj.
Kodrovi so bili bogati trgovci, potem pa so čez noč obubožali in se znašli v revščini. Stara dva sta zaskrbljena, ker je sin zadnje čase tako nervozen in izčrpan, očitata si, da sta mu le v breme. Tedaj pride Branko, od njega zvesta, da je Dušan dobil boljše mesto, toda v Hamburgu. Vendar Dušan mesta ne bo sprejel, ne more zapustiti staršev, čeprav ga silita in se delata pogumna. Ko ostane sam z Brankom, ga ta poterja za dolg: ženil se bo, pa rabi denar. A Dušan lahko vrača le po dva goldinarja na mesec, komaj shaja, zmučen je, brez upanja in cilja - in se zvečer mora na ples, vso noč bo pokonci, da bo poročal o toaletah ... Branko noče pritiskati nanj, odide, pride Jelva: danes je njen god, na katerega je Dušan pozabil, pa je prišla sama, da popraznujejo. S Kodrom odideta po pecivo, medtem pa Dušanu pred materjo popustijo živci: nič mu ne uspe, Jelva vene kot večna nevesta, ker se nimata na kaj poročiti, sam se prodaja za kos kruha, izžet je, onemogel, nikdar ne bo bolje ... Materi se trga srce, a se pogumno premaga in vse pogosti s čajem, čeprav se razpoloženje ne more ogreti in morata mlada dva kmalu po svojem delu, Jelva k inštrukcijam, Dušan na slavnost. Ko stara ostaneta sama, Koder zapre cevi pri peči - ne moreta več kot breme uničevati sina, brez njiju bo lahko prevzel službo v Hamburgu in vzel Jelvo s seboj. Trudita se, da bi njuno dejanje zgledalo kot nesreča, in če je greh, je Bog usmiljen in pravičen, vsaka žrtev obrodi sad… Ženo je strah, stisne se k možu in oba vroče molita, medtem ko lučka pred sveto podobo počasi ugaša…